# Acteon incisus
Acteon incisus är en snäckart som beskrevs av Dall 1881. Acteon incisus ingår i släktet Acteon och familjen Acteonidae. Inga underarter finns listade i Catalogue of Life.